# Buda Padumuttara
En el budismo, Buda Padumuttara es el decimotercero de los 28 budas. Nació en Hamsavatī y vivió durante diez mil años en tres lugares diferentes: Naravāhana, Yassa (o Yasavatī) y Vasavatti. Su esposa se llamó Vasudattā, y su hijo se llamó Uttara.
Padmuttara murió en Nandārāma a la edad de cien mil años. Se erigió una estupa de 12 leguas de altura sobre sus reliquias para conmemorar su muerte. La vida de Padmuttara es similar a la de Buda Gautama excepto que Padmuttara fue asistido por diferentes personas y su Árbol de Bodhi fue diferente también (un salala). Se dice que muchos de los discípulos de Buda Gautama manifestaron sus aspiraciones en los tiempos de Padmuttara. 
Ya que Padmuttara logró el nivel de Tathāgata, sus reliquias no se esparcieron de la forma en que suele suceder. Padmuttara logró el Nirvāṇa en Nandarama, donde se construyó una estupa de seis yojanas de altura para conmemorar su iluminación.